# Clinomobil

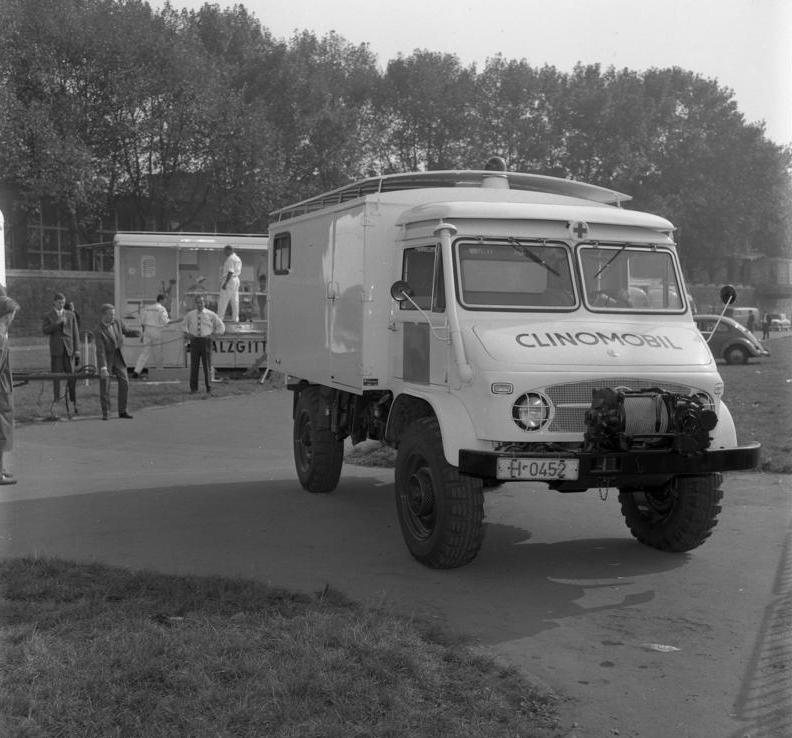
„Düsseldorf: Westafrikazug der BRD“, 1961

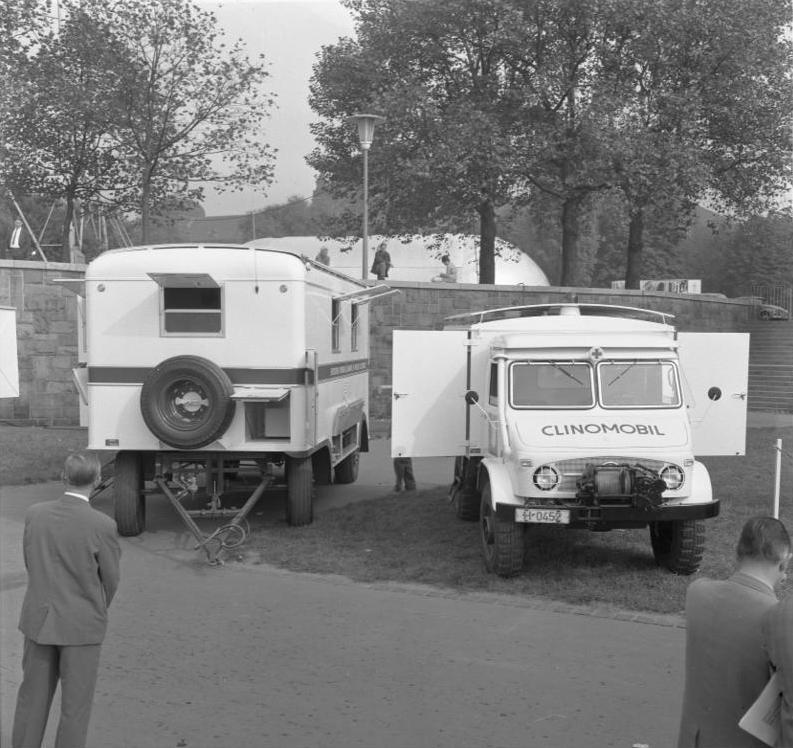
Hilfsfahrzeuge für Westafrika, 1961

Das Clinomobil-Hospitalwerk, auch Clinomobil-Hospital-Werk genannt, war ein Hersteller fahrender, schwimmender und fliegender Kliniken. Die für  Human-, Katastrophen-, militär- und veterinärmedizinische Einsätze konstruierten Rettungseinheiten unter dem Markenzeichen Clinomobil wurden „nach fast allen Ländern der Welt über eigene Vertreter“ expediert. Sitz des am 18. Mai 1953 gegründeten und am 1. April 1976 aufgelösten Unternehmens war die Klusriede 24–26 in Langenhagen.

## Geschichte
1964 lieferte die Ruhrorter Schiffswerft und Maschinenfabrik zwei nach Plänen der Schiffbauingenieure H. Zahn und H. Hagelstein konstruierte und in Kooperation mit dem Clinomobil-Hospitalwerk ausgebaute Hospitalschiffe für spezielle medizinische Aufgaben an Indonesien und Kolumbien.
1965 wurde auf der 42. Internationale Automobil-Ausstellung (IAA) ein von Volkswagen gebauter und vom Clinomobil-Hospitalwerk ausgestattetes Fahrzeug ausgestellt.

## Schriften
- Hermann Heise: Schnelle ärztliche Hilfe am Unfallort. Transport der Schwerverletzten unter ärztlicher Aufsicht. Ein privatinitiativer Vorschlag zur Einrichtung des Niedersächsischen Notarztdienstes. Vortrag (= Informationsdienst der Firma Clinomobil-Werk GmbH, Langenhagen/Hann., Nr. 2), Langenhagen/Hannover: Clinomobil-Werk GmbH, 1962[5]